# Трудовик (Крупський район)
Трудовик (біл. вёска Трудавік) — село в складі Крупського району Мінської області, Білорусь. Село підпорядковане Ухвальській сільській раді, розташоване в східній частині області.